# 龍川市
龍川市（越南语：／），当地华人称为东川市，是越南安江省的省莅城市，亦是該省的政治、經濟、文化和科學技術中心。面积106.87平方公里。2019年总人口272365人。

## 地理
龍川市地處後江右岸，西北接周城县，东北接𢄂买县，东接同塔省垃圩县，南接芹苴市禿衂郡和永盛县，西接瑞山縣。

## 历史
1999年3月1日，龙川市社改制为龙川市。
1999年8月2日，美盛社改制为美盛坊，美泰社改制为美泰坊，平德坊析置平庆坊，美福坊析置美贵坊。
2005年4月12日，美川坊析置东川坊，美和社改制为美和坊。
2009年4月14日，龙川市被评定为二级城市。
2024年11月14日，越南国会常务委员会通过决议，自2025年1月1日起，东川坊并入美川坊。

## 行政区划
龍川市下轄10坊2社，市人民委员会位于美龙坊。
- 平德坊（Phường Bình Đức）
- 平慶坊（Phường Bình Khánh）
- 美平坊（Phường Mỹ Bình）
- 美和坊（Phường Mỹ Hòa）
- 美龍坊（Phường Mỹ Long）
- 美福坊（Phường Mỹ Phước）
- 美貴坊（Phường Mỹ Quý）
- 美盛坊（Phường Mỹ Thạnh）
- 美泰坊（Phường Mỹ Thới）
- 美川坊（Phường Mỹ Xuyên）
- 美和興社（Xã Mỹ Hòa Hưng）
- 美慶社（Xã Mỹ Khánh）